# 含笑花
含笑花（学名：Michelia figo）是木兰科含笑属的一种植物，又名含笑、含笑梅、笑梅、香蕉花。产于中国两广一带。

## 形态
含笑花是常綠灌木或小乔木。含笑花的花有一種非常獨特而濃烈的香蕉味香氣，所以一般都作為觀賞植物來種植，為庭園帶來香氣。含笑花可常年開花，花色從白色、乳黃色到紫色不等，開花盛期在春季，幼芽、嫩枝、葉柄及花苞均密生黃褐色絨毛。葉深綠色，互生，長橢圓形而先端較尖，革質，上表皮無毛，長約10厘米。

## 參看
- 含笑屬植物

## 外部連結
- （繁體中文）（英文） 含笑 Hanxiao（页面存档备份，存于） 藥用植物圖像資料庫 （香港浸會大學中醫藥學院）

## 延伸阅读
[在维基数据编辑]

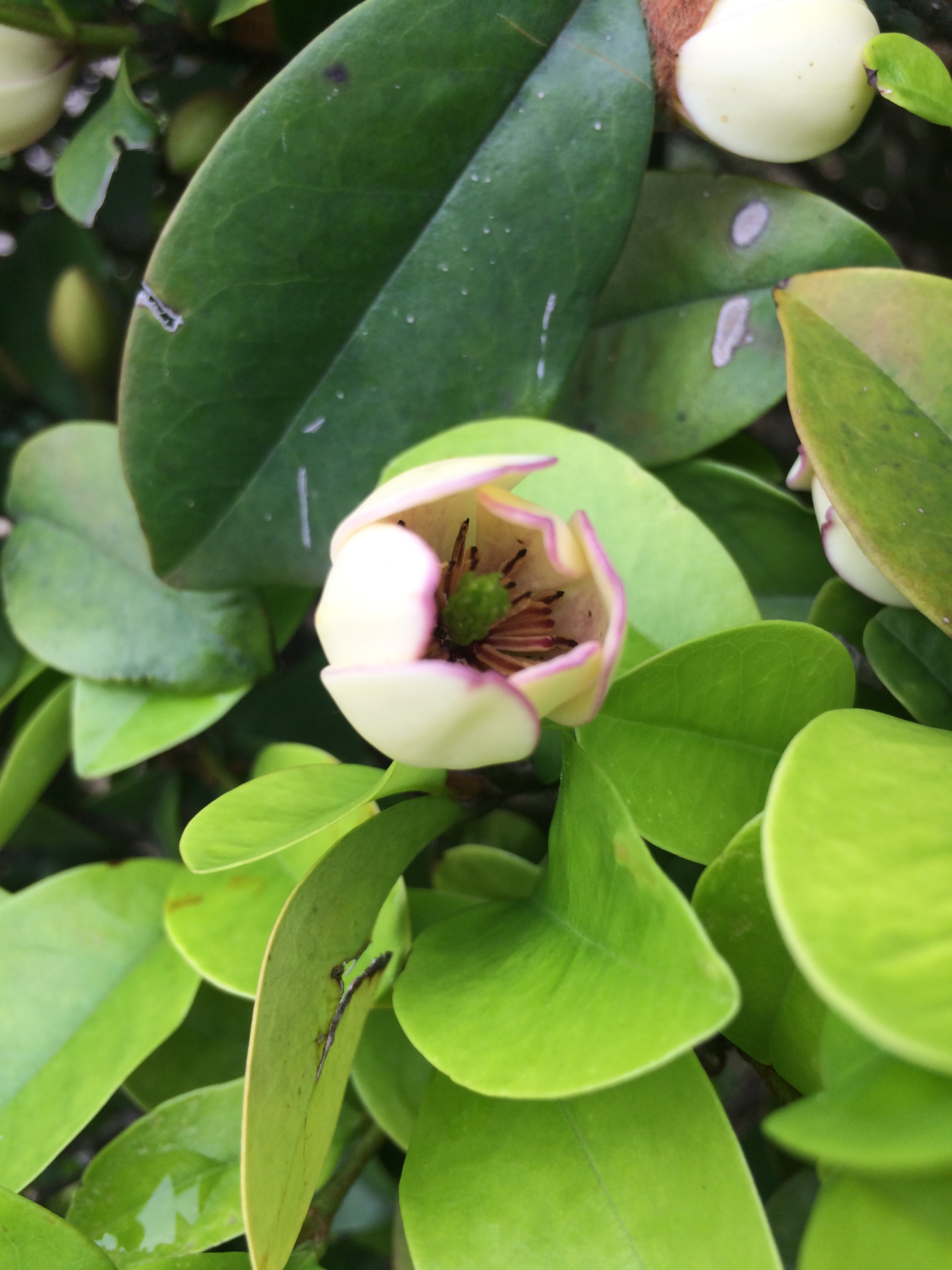
含笑花
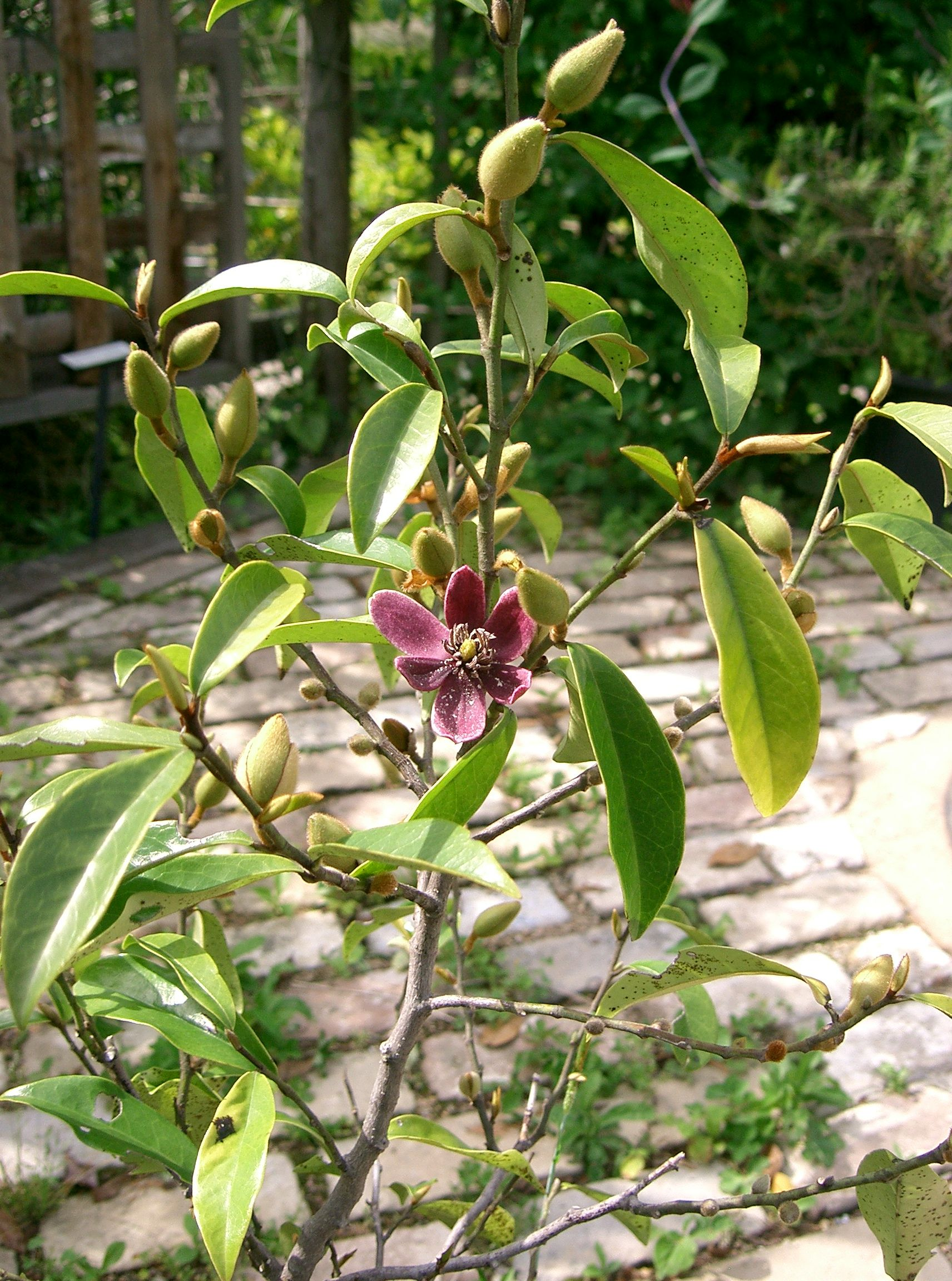
含笑花